# 東富士五湖道路
東富士五湖道路（ひがしふじごこどうろ、英語: HIGASHI-FUJIGOKO ROADまたは英語: HIGASHI-FUJIGOKO EXP）は、山梨県富士吉田市の富士吉田ICから、静岡県駿東郡小山町の須走ICへ至る自動車専用道路である。全線が中日本高速道路管理の一般有料道路であり、国道138号のバイパス道路である。
高速道路ナンバリングによる路線番号は、中央自動車道富士吉田線（河口湖IC〜）とともに 「E68」 が割り振られている。

## 概要

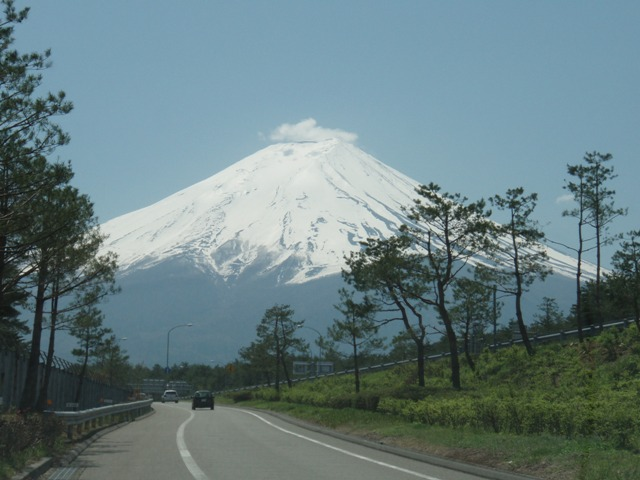
富士吉田IC下り線入口ランプから

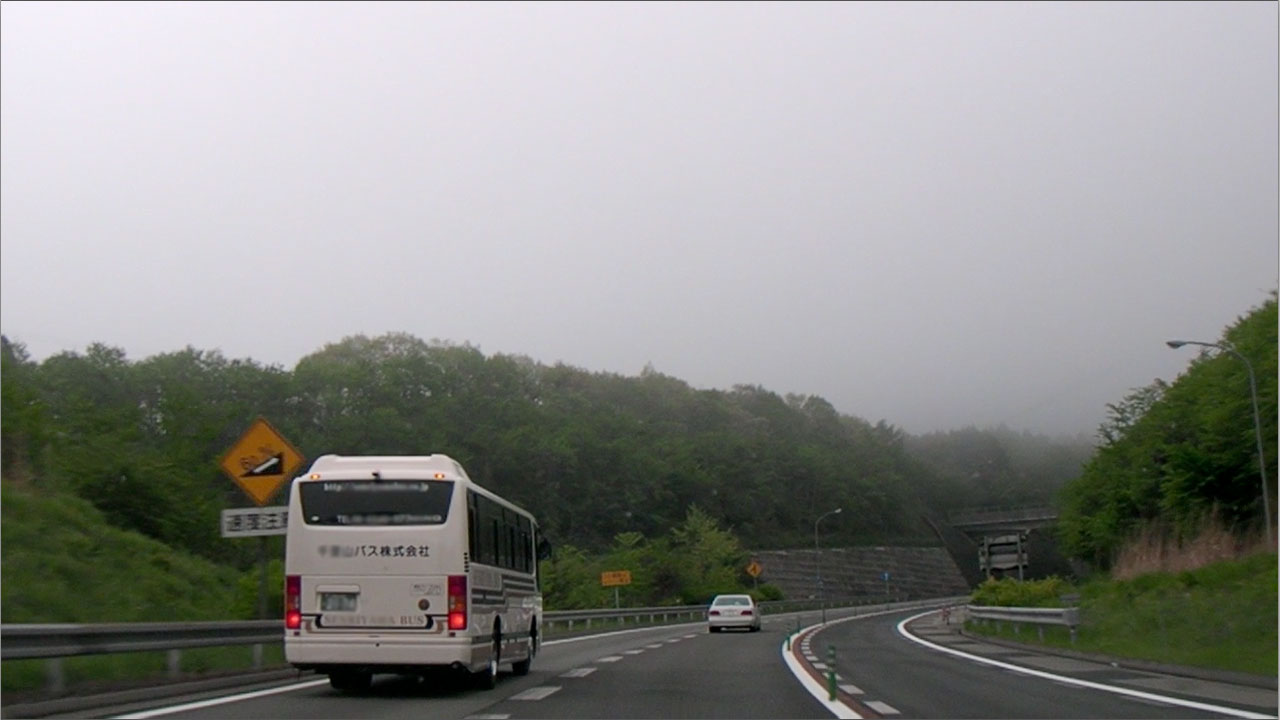
須走IC近く、富士吉田方面を望む

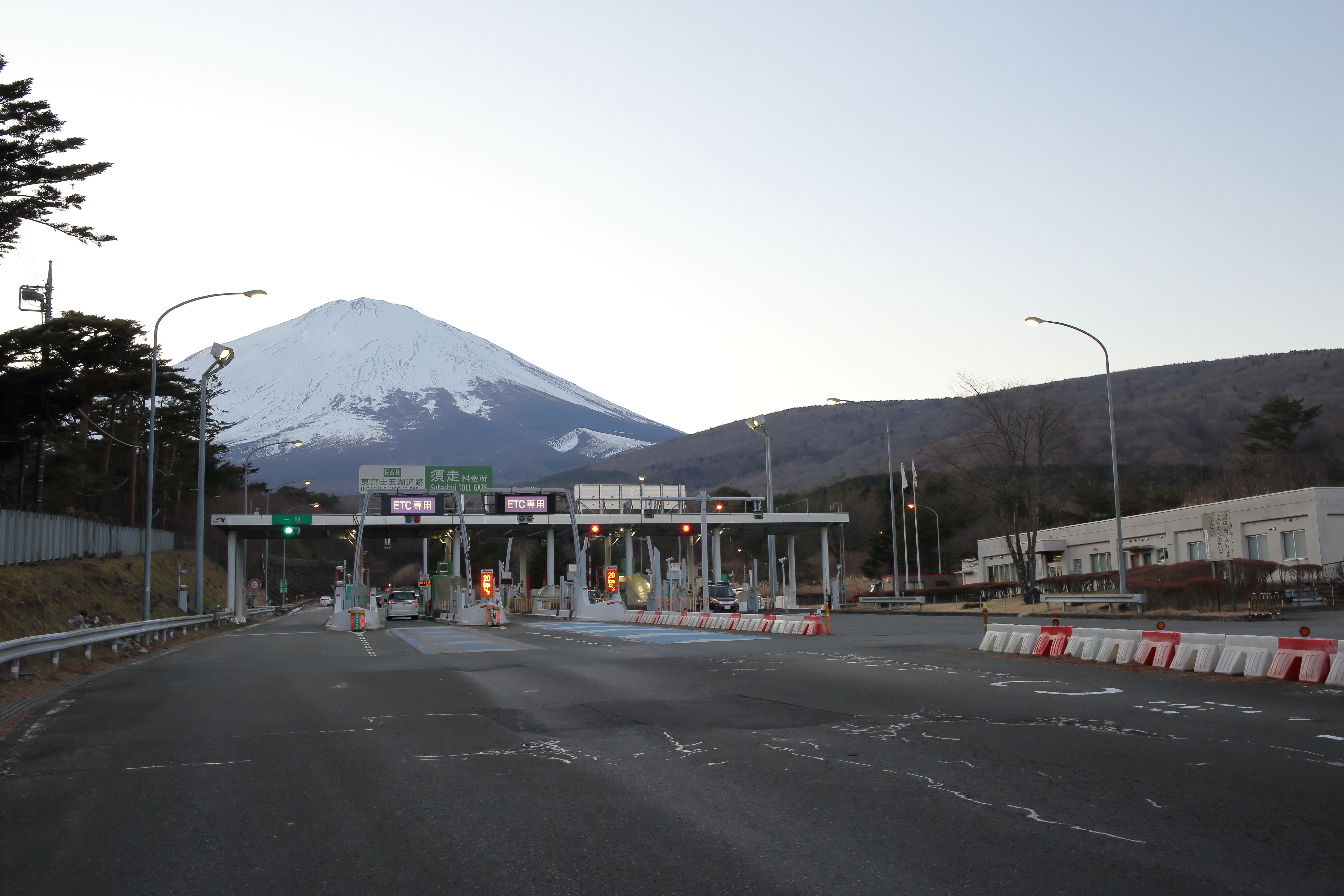
須走料金所（17.1 kp付近）。富士吉田方面を望む

中央自動車道富士吉田線から南下し、富士山の東側を沿って静岡県東部へと連絡する路線である。本道路が開通する前は峠越えとなる籠坂峠を通過する必要があったが、この道路を利用することにより峠越えを避けて行くことができる。また、須走IC以南では須走道路、御殿場バイパスを介して、自動車専用道路のみで中央自動車道と新東名高速道路が接続されている。

自動車専用道路のため、125 cc以下の小型自動二輪車、原動機付自転車、ミニカー、歩行者、軽車両の走行は禁止されている。
2010年（平成22年）6月28日から2011年（平成23年）6月19日まで（当初は同年3月までの予定であったが、延長）、全線にわたって無料化社会実験が行われた。

### 路線データ
- 起点 - 山梨県富士吉田市上吉田
- 終点 - 静岡県駿東郡小山町須走
- 全長 - 18.0 km
- 車線 - 4車線（現在は暫定2車線）

## インターチェンジなど

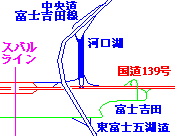
河口湖、富士吉田インターチェンジ周辺の図

- IC番号欄の背景色が■である部分については道路が供用済みの区間を示している。
- スマートインターチェンジ (SIC) は背景色を■で示す。
- 英略字は以下の項目を示す。
IC：インターチェンジ、SIC：スマートインターチェンジ、TB：本線料金所
- 接続路線名の※1は市町村道。
- 接続路線名の※2は国道138号（現道）。

| IC番号                                                           | 施設名          | 接続路線名                       | 起点から (km) | 備考                 | 所在地 | 所在地            |
| ---------------------------------------------------------------- | --------------- | -------------------------------- | ------------- | -------------------- | ------ | ----------------- |
| E68 中央自動車道富士吉田線（E20 中央道 大月JCT方面）             |                 |                                  |               |                      |        |                   |
| 3                                                                | 富士吉田IC/TB   | 県道707号富士河口湖富士線        | 0.0           | 須走方面出入口       | 山梨県 | 富士吉田市        |
| 3-1                                                              | 富士吉田忍野SIC | ※1                               | 4.4           | 道の駅富士吉田に近接 | 山梨県 | 富士吉田市        |
| 4                                                                | 山中湖IC        | ※1 ※2                            | 8.4           |                      | 山梨県 | 南都留郡 山中湖村 |
| -                                                                | 須走料金所      |                                  | 17.0          |                      | 静岡県 | 駿東郡 小山町     |
| 5                                                                | 須走IC          | 県道150号足柄停車場富士公園線 ※2 | 18.0          | 道の駅すばしりに隣接 | 静岡県 | 駿東郡 小山町     |
| 国道138号須走道路（E1A 新東名 新御殿場IC・E1 東名 御殿場IC方面） |                 |                                  |               |                      |        |                   |

- IC番号は中央自動車道富士吉田線からの連番となっている。

## 歴史
- 1986年（昭和61年）8月28日 - 富士吉田IC - 山中湖IC開通。
- 1989年（平成元年）3月29日 - 山中湖IC - 須走IC開通、全線開通。
- 2022年（令和4年）7月24日 - 富士吉田忍野スマートIC供用開始[3]。

## 路線状況

### 車線・最高速度
| 区間                          | 車線 上下線=上り線+下り線 | 最高速度（悪天候時） | 備考 |
| ----------------------------- | ------------------------- | -------------------- | ---- |
| 富士吉田IC - 籠坂トンネル北側 | 2=1+1（暫定2車線）        | 70 km/h（50 km/h）   | ※    |
| 籠坂トンネル北側 - 須走IC     | 2=1+1（暫定2車線）        | 60 km/h（40 km/h）   |      |

※ : 富士吉田IC付近、山中湖IC付近や富士吉田忍野スマートIC付近では上下線で右側付加車線が設置されている（4車線）。
須走IC付近を除き、雨天・降雪・濃霧・台風などの荒天時、事故や工事などの時は50 km/h（トンネル北側から須走ICまでは40 km/h）の速度規制が行われる。

### 主要構造物
- 籠坂トンネル（山中湖IC - 須走IC）: 2995 m

#### トンネルの数
| 区間                  | 上り線 | 下り線 |
| --------------------- | ------ | ------ |
| 富士吉田IC - 山中湖IC | 0      | 0      |
| 山中湖IC - 須走IC     | 1      | 1      |
| 合計                  | 1      | 1      |

※暫定2車線の対面通行であるため、上下線で1本のトンネルとなっている。

### 道路管理者
- NEXCO中日本
  - 東京支社[4]大月保全・サービスセンター : 全線

### 交通量
24時間交通量（台） 道路交通センサス
| 区間                         | 平成17（2005）年度 | 平成22（2010）年度 | 平成27（2015）年度 |
| ---------------------------- | ------------------ | ------------------ | ------------------ |
| 富士吉田IC - 富士吉田忍野SIC | 5,939              | 17,309             | 6,510              |
| 富士吉田忍野SIC - 山中湖IC   | 5,939              | 17,309             | 6,510              |
| 山中湖IC - 須走IC            | 6,978              | 16,967             | 7,499              |

（出典：「平成22年度道路交通センサス」・「平成27年度全国道路・街路交通情勢調査」（国土交通省ホームページ）より一部データを抜粋して作成）
- 平成22年度の調査期間中において全線では、高速道路無料化社会実験が行われていた。

- 令和2年度に実施予定だった交通量調査は、新型コロナウイルスの影響で延期された[5]。

## 料金・割引
料金は、富士吉田IC - 富士吉田忍野スマートIC間、富士吉田忍野スマートIC - 山中湖IC間、山中湖IC - 須走IC間の3区間料金である。車種区分は普通車、大型車および特大車の3区分となっている。
|                                 | 普通車 | 大型車 | 特大車  |
| ------------------------------- | ------ | ------ | ------- |
| 富士吉田 - 富士吉田忍野スマート | 280円  | 420円  | 1,040円 |
| 富士吉田忍野スマート - 山中湖   | 260円  | 390円  | 940円   |
| 山中湖 - 須走                   | 540円  | 810円  | 1,980円 |

2022年7月23日以前は以下の通り
|                   | 普通車 | 大型車 | 特大車  |
| ----------------- | ------ | ------ | ------- |
| 富士吉田 - 山中湖 | 540円  | 810円  | 1,980円 |
| 山中湖 - 須走     | 540円  | 810円  | 1,980円 |

|                   | 普通車 | 大型車 | 特大車  |
| ----------------- | ------ | ------ | ------- |
| 富士吉田 - 山中湖 | 530円  | 800円  | 1,940円 |
| 山中湖 - 須走     | 530円  | 800円  | 1,940円 |

|                   | 普通車 | 大型車 | 特大車  |
| ----------------- | ------ | ------ | ------- |
| 富士吉田 - 山中湖 | 520円  | 780円  | 1,890円 |
| 山中湖 - 須走     | 520円  | 780円  | 1,890円 |

料金所は富士吉田ICと須走ICに、フリーフローアンテナを含むETC設備は各ICにあり、現金車は、流入時に山中湖ICまでの、流出時に山中湖ICからの料金を支払う方式となっている。ETC車は山中湖ICにフリーフローアンテナが設置された事に伴い、2022年（令和4年）3月18日0時から各入口の流入時・富士吉田本線料金所において中央道（下り線）から東富士五湖道路への乗継時には料金収受を行わず須走・山中湖・富士吉田忍野スマート・富士吉田の各出口の流出時と富士吉田本線料金所において東富士五湖道路から中央道（上り線）へ乗継時に東富士五湖道路の料金収受とETC割引判定を行うようになった。
一般有料道路であるためETC時間帯割引の適用はなかったが、生活対策等に基づき、2009年（平成21年）3月28日から高速自動車国道の地方部と同じ割引（深夜、通勤、平日昼間、平日夜間、休日特別）が導入されている。

## 地理

### 通過する自治体
- 山梨県
  - 富士吉田市 - 南都留郡山中湖村 - 富士吉田市
- 静岡県
  - 駿東郡小山町

### 接続する高速道路など
- E68 中央自動車道（富士吉田ICで直結）
- 須走道路（須走ICで直結）